# ぴよぴよファミリア
「ぴよぴよファミリア」は、愛田クレアによる少女漫画作品。
『マーガレット』（集英社）に連載していた。その後、掲載誌が『ザ・マーガレット』に異動し、「ぴよぴよファミリア ワンダフル」というタイトルで第2部が連載された。単行本は、第1部「ぴよぴよファミリア」がマーガレットコミックスから全7巻。また、第2部「ぴよぴよファミリア ワンダフル」が同じくマーガレットコミックスから第5巻まで発売中。

## 概要
桃池家に生まれた双子の女の赤ちゃんである冴（さえ）ちゃんと繭（まゆ）ちゃん、そしてそのお姉ちゃんである高校生のカンナちゃんを中心に繰り広げられる、赤ちゃんコメディー漫画である。第2部では、冴ちゃんと繭ちゃんは幼稚園児から小学生へと成長し、結婚して主婦になったカンナちゃんに赤ちゃんが生まれて、蘭（らん）ちゃん・菫（すみれ）ちゃんと名付けられている。

## 登場人物
桃池冴（ももち さえ）
通称「冴ちゃん」。繭ちゃんとは双子の姉妹（姉）。顔は母親似。明るくにぎやかな性格で、基本的にはあまり人見知りしないが、大人の男性が苦手で、近寄られるだけで泣いてしまう（そのことではパパも悩んでいる）。しかし、年の離れた姉・カンナちゃんの彼氏である服部くんとパパには次第に心を許し、一緒にお散歩などに行くようになる。カンナちゃんのことが大好き。「ワンダフル」では、幼稚園児→小学生に。
桃池繭（ももち まゆ）
通称「繭ちゃん」。冴ちゃんとは双子の姉妹（妹）。顔は父親似。とても頭がいいが、寡黙で滅多に笑わない性格。カンナちゃんが大好きで、常にカンナちゃんの傍にいる。カンナちゃんが服部くんと付き合い始めてからは、カンナちゃんを服部くんに取られてしまう気がするので、服部くんが嫌い。また、姉妹たちの中では唯一パパに似ていると言われてショックを受けている。「ワンダフル」では、幼稚園児→小学生に。かなりの美少女のためクラスの男の子達からモテているが本人はあくまでも男嫌いである。
桃池カンナ（ももち かんな）
主人公で双子たちの姉。双子とは16歳も年が離れているため、感覚は姉妹よりも親子のものに近い。明るく活発な性格の女子高校生で、家事全般が得意。双子たちが大好きなので、放課後や休日はいつも双子たちの面倒を見ている。ふとした偶然から出会った大学院生の服部くんと結婚を前提に付き合い始め、双子たちにも服部くんのことを何とか気に入らせようと苦心している。後に服部君と結婚。「ワンダフル」では長女蘭（らん）ちゃんと、次女菫（すみれ）ちゃんが産まれている。
ママ
カンナちゃんと双子たちの母親。フリフリの服が大好きで、自分で作って着ている。カンナちゃんとは親子というよりも友達に近い関係で、年齢の割にはとても若く見える。赤ちゃんの思考を見抜く洞察力に優れていて、まだ言葉の話せない双子たちの考えていることを正確に言い当て、カンナちゃんに的確な育児のアドバイスを与えている。
パパ
カンナちゃんと双子たちの父親。大学教授。アメリカで働いているので、家には滅多に帰ってこられない。そのため、双子たちとの関係がなかなかうまくいかず悩んでいる。娘たちのことを溺愛していて、カンナちゃんの彼氏である服部くんのことが気に入らない。しかし、服部くんとは色々な意味で似た者同士である。最後には服部くんが桃池家に同居することを条件にカンナちゃん達の結婚を認めた。「ワンダフル」では日本に戻り、親子三世代のにぎやかな生活を満喫している。
服部祥三（はっとり しょうぞう）→桃池祥三(ももち　しょうぞう)
カンナちゃんの彼氏。ぐんも大学院博士課程。文武両道で秀才。非常に生真面目な性格。カンナちゃんと初めて出会った時には、彼女を双子たちの母親だと勘違いし、彼女のことをあきらめようとしていた。双子たちに好かれようと色々作戦を立てるが、たいてい失敗する。後にカンナちゃんと結婚。自身が三男で比較的自由のきく立場であり、カンナちゃんのパパの要望もあって桃池家で同居することになった。カンナちゃんとの間に長女蘭ちゃんと、次女菫ちゃんを授かる。

## 作品リスト

### アンソロジー
- 東日本大震災チャリティー漫画本 PARTY! SORA[注 1][2]（2011年8月5日発売[3]、メディアパル、ISBN 978-4-89610-202-4）
  - ぴよぴよファミリア 番外編[4]